# Sievert von Pogwisch
Sievert von Pogwisch (* 1587; † 27. August 1626 in der Schlacht bei Lutter) war ein deutscher Adliger, Diplomat, Gutsherr und Klosterpropst zu Uetersen.

## Leben
Er entstammte der einflussreichen Ritterfamilie Pogwisch und war Herr der Güter Haselau, Hagen und Kaden, die er durch die Heirat der Witwe von Marquard von Ahlefeldt, der bei der Schlacht bei Hemmingstedt fiel, übernahm. Er studierte in Rostock und Heidelberg und wurde 1617 zum Klosterprobst des Klosters Uetersen gewählt. Sievert von Pogwisch  stand als Diplomat und königlicher Rat im Dienst der dänischen Krone. Unter anderen entsandte ihn Christian IV. am Anfang des Dreißigjährigen Kriegs als Leiter einer Delegation zu Ferdinand II., um seinem Schwager Friedrich von Böhmen wieder zu seinem Thron zu verhelfen, diese Mission blieb jedoch erfolglos. 1625 wurde er Kriegskommissar und Amtmann in Rendsburg. Bei der späteren Schlacht bei Lutter am Barenberge wurde Sievert von Pogwisch schwer verwundet und starb am 27. August 1626 an seinen Verletzungen.
Er galt als wohlhabender Mann, der mit der Kurfürstin von Sachsen, dem Herzog von Braunschweig, den Grafen von Solms und dem Erzbischof von Bremen eng befreundet war. Nach dem Tod seiner Frau im Jahre 1627 wurde 1630 in Haselau eine Inventaraufnahme ihres Hausstandes angefertigt, erst dabei wurde der gesamte Reichtum und der Wohlstand des verstorbenen Ehepaares bekannt. Die Auflistung aller Wertgegenstände füllte ein mehr als 200 Seiten starkes Buch.

## Sonstiges
Nach seiner Tochter Ida (1619–1679) wurde ein Hof (Idenburg) in der Haseldorfer Marsch benannt, der heute zur Gemeinde Hetlingen gehört, er erinnert noch heute an das ausgestorbene Adelsgeschlecht.